# Willem van Lüneburg (1300-1369)
Willem (1300-1369) was een zoon van hertog Otto II van Lüneburg en Mathilde van Beieren. Vanaf 1296 werd hij in het bestuur betrokken door zijn vader. Alhoewel zijn vader in 1315 een regeling had uitgewerkt voor de verdeling van Lüneburg tussen Willem en zijn broer Vorstendom Lüneburg, regeerden de broers gezamenlijk na het overlijden van hun vader in 1330. Tijdens de eerste jaren van hun bestuur werkten zij vooral aan de consolidatie van hun gebied en breidden Lüneburg uit met het dorp Fallersleben, het graafschap Pappenheim en Wettmarshagen. Verder ondersteunden zij de vooruitgang van de handel in de steden, zoals door het bevaarbaar maken van de Ilmenau en het sluiten van handelsverdragen met de vorsten van Lüneburg en hertogen van Saksen-Lauenburg.
Na het overlijden van zijn broer Otto III, zonder erfgenamen en doordat hijzelf alleen maar dochters had, ging zijn aandacht vooral naar zijn opvolging. Daarvoor duidde hij zijn kleinzoon Albrecht aan, de zoon van zijn dochter Elisabeth. Nadien veranderde hij van inzicht, toen zijn andere dochter Mechtildis huwde met Lodewijk van Brunswijk, de zoon van Magnus I van Brunswijk, waardoor alle Brunswijkse gebieden weer in een hand konden komen. Na zijn dood brak de Lüneburgse Successieoorlog uit.
Willem was gehuwd met:
- Hedwig van Ravensberg (-1336), dochter van graaf Otto IV van Ravensberg
- Maria
- Sophia van Anhalt (-1362), dochter van vorst Bernhard III van Anhalt, in 1346,
- Agnes, dochter van hertog Erik II van Saksen-Lauenburg, in 1363,

en werd vader van:
- Elisabeth (-1384), in 1339 gehuwd met Otto van Saksen (-1350), zoon van Rudolf I van Saksen, en in 1354 met Nicolaas van Holstein-Rendsburg (1321-1397)
- Mechtildis, in 1355 gehuwd met hertog Lodewijk van Brunswijk (-1367), zoon van Magnus I van Brunswijk, en in 1368 met graaf Otto I van Holstein-Schauenburg.